# Глухий ретрофлексний дрижачий
Глухий ретрофлексний дрижачий — тип приголосного звука, що існує в деяких людських мовах. Символ Міжнародного фонетичного алфавіту для цього звука — ɽ̊r̥.